# Chalybion madecassum
Chalybion madecassum là một loài côn trùng cánh màng trong họ Sphecidae, thuộc chi Chalybion. Loài này được Gribodo miêu tả khoa học đầu tiên năm 1883.